# Нгуен Ван Линь
Нгуен Ван Линь, вьет. Nguyễn Văn Linh (1 июля 1915, провинция Хынгйен — 27 апреля 1998, Хошимин) — вьетнамский революционер и политик, политический куратор Вьетконга во время Вьетнамской войны, генеральный секретарь ЦК КПВ с 1986 по 1991 гг. Находясь у власти, был активным сторонником политики «обновления», за что его называли «вьетнамским Горбачёвым».

## Молодость
По неподтверждённым данным, происходил из состоятельной семьи. При рождении носил имя Нгуен Ван Кук, вьет. Nguyễn Văn Cúc, которое позднее сменил на свой партийный псевдоним Нгуен Ван Линь. Также был известен как Мыой Кук.
В возрасте 14 лет вступил в подпольное коммунистическое движение против французских колонизаторов, стал членом Революционного союза молодёжи. В 1930 г. в возрасте 16 лет был арестован и находился в заключении до 1936 г. за распространение листовок против французских властей. После выхода на свободу вступил в Компартию Вьетнама, был направлен в Сайгон, чтобы помочь организовать там партийные ячейки, за что вновь оказался в заключении в период 1941—1945 гг., освобождён после победы революции.

## Партийная карьера
После 1945 года вновь работал в Южном Вьетнаме, был секретарём подпольного горкома партии, потом секретарём зонального парткома в Сайгоне. С 1949 года член южновьетнамского бюро (ЮВБ) ЦК КПВ. В 1957—1960 годах — и. о. секретаря ЮВБ, с 1960 — заместитель секретаря.
На III съезде КПВ в 1960 г. избран членом ЦК.
В годы войны за независимость приобрёл авторитет и стал подниматься в партийной иерархии. В 1960 г. избран членом ЦК КПВ.
Во время Вьетнамской войны был партийным секретарём, ответственным за Южный Вьетнам, курировал партизанские действия против проамериканского южновьетнамского правительства, обеспечивая им организационную поддержку со стороны северян. Также занимался пропагандой, направляя агигаторов в Сайгон. В 1968 руководил Тетским наступлением против американцев, ставшим поворотным моментом в войне.

## Член Политбюро
По окончании войны и объединения Вьетнама в 1975 г. стал членом Политбюро ЦК КПВ и 1-м секретарём Хошиминского горкома. С 1976 г. — заведующий отделом ЦК КПВ по проведению социалистических преобразований, затем заведующий отделом ЦК по работе с народными массами и Отечественным фронтом, председатель Федерации профсоюзов страны.
На III съезде КПВ в 1976 г. избран членом политбюро ЦК.
Был сторонником медленной и постепенной трансформации капиталистической экономики Юга вместо радикальных преобразований, за что нажил себе врагов среди левонастроенных членов партии. В конце 1970-х гг., будучи перспективным политиком, всё чаще вступал в конфликты с лидером партии Ле Зуаном. В 1982 г. выведен из состава Политбюро, по словам его знакомых, после спора о будущем Южного Вьетнама, в котором он считал необходимым сохранить частный капитал.
В 1981—1986 годах — вновь секретарь горкома Хошимина.

## Либеральные экономические реформы
В середине 1980-х гг. вьетнамская экономика испытала кризис, в связи с чем всё больше вьетнамских политиков стало склоняться в сторону либеральных экономических реформ. В связи с этим в 1985 г. Нгуен Ван Линь снова стал членом Политбюро, с июня 1986 г. — секретарь ЦК, а в декабре 1986 года сменил консерватора Чыонг Тиня на посту Генерального секретаря ЦК КПВ.
Сразу же после избрания он начал реформировать вьетнамскую экономику. Отказавшись от диктата идеологических догм в экономике, которые он считал причиной проблем, он разрешил создавать частные предприятия и торговать по рыночным ценам, а также распустил госхозы и колхозы. Его политика получила название «обновление». В сфере внешних связей он пытался наладить отношения Вьетнама с двумя бывшими противниками — США и КНР. В 1989 г. приказал вывести вьетнамские войска из Камбоджи, где они безуспешно пытались подавить очаги сопротивления «красных кхмеров» после неполной победы над ними в 1979 г. В 1990 г. тайно посетил КНР впервые после китайско-вьетнамской войны 1979 г., развязанной китайским руководством в отместку за разгром «красных кхмеров», которых Китай считал своими союзниками.
Во внутренней политике считал необходимым сохранить однопартийную систему. Он заявил: «Нет объективной необходимости установить политический механизм плюрализма и многопартийного правительства», называя западные демократические системы «демагогическими буржуазными демократиями». В то же время он критиковал политику прежних правителей коммунистического Вьетнама, обвиняя их в коррупции. Это сделало его политику мишенью для критики со стороны более консервативных элементов в рядах КПВ.
В 1991 г. ушёл в отставку с поста генерального секретаря, объявив о предстоящей отставке за год до того. Причиной отставки было названо состояние здоровья, тем более, что он действительно в 1989 г. был госпитализирован после сердечного приступа, однако здесь могло сыграть роль и внутрипартийное соперничество. Его преемником стал его сторонник и последователь До Мыой.

## После отставки
С 1991 г. по декабрь 1997 г. был советником ЦК КПВ.
В 1996 г. на партийном съезде выступил с неожиданной речью, где критиковал издержки своей собственной политики, обвиняя иностранных инвесторов в эксплуатации своей страны и нанесении ущерба социализму. После этого выступления выступил с серией аналогичных статей в партийной прессе. Подверг критике растущую пропасть между богатыми и бедными, обвинил американские компании в том, что они заваливают Вьетнам потребительскими товарами, вместо того, чтобы помочь стране инвестициями и технологиями. Вёл регулярную колонку под заголовком «Дела неотложной важности», где критиковал коррупцию и некомпетентность в рядах вьетнамской политической элиты.
Умер от рака печени 27 апреля 1998 г. в городе Хошимин.